# Test ilorazu wiarygodności
Test ilorazu wiarygodności (ang. likelihood-ratio test) – test statystyczny służący do oceny dwóch konkurencyjnych względem siebie modeli statystycznych (będących de facto dwiema wersjami tego samego modelu). W pierwszym modelu zakłada się, że parametr jest równy wartości zero, zaś w drugim modelu parametr jest oszacowany na podstawie zgromadzonych danych empirycznych. Można powiedzieć, że w tym drugim modelu jest "zagnieżdżony" pierwszy model (ponieważ pierwszy model jest szczególnym przypadkiem drugiego modelu, w którym parametr jest równy wartości zero). W praktyce sprowadza się to do porównania wiarygodności modelu przy zakładanej wartości parametru równej zero θzero oraz modelu opracowanego z wykorzystaniem metody największej wiarygodności θMNW.
Test ilorazu wiarygodności jest wykorzystywany w modelowaniu równań strukturalnych.